# Thomas Vogel (Fußballspieler, 1965)
Thomas Vogel (* 28. Juni 1965 in Weimar) ist ein ehemaliger deutscher Fußballspieler. Zwischen 1988 und 1993 war er sowohl in der DDR-Oberliga als auch in der Bundesliga aktiv.   

## Sportliche Laufbahn
Bevor Thomas Vogel für den Männerbereich spielberechtigt wurde, war er im Nachwuchsbereich bei den Betriebssportgemeinschaften Traktor in Mellingen und Motor Weimar aktiv gewesen. 
Zur Saison 1984/85 schloss sich der 19-Jährige der BSG Robotron Sömmerda an, die in der zweitklassigen Liga vertreten war. Mit 25 von 30 Punktspielen und einem Tor gelang Vogel sofort der Sprung in die Stammelf, in der er als Mittelfeldspieler eingesetzt wurde. Robotron stieg nach dieser Saison ab und Vogel musste seine Laufbahn in der drittklassigen Bezirksliga fortführen. Erst 1987 gelang Sömmerda in der Aufstiegsrunde als Erfurter Drittliga-Champion, wozu Vogel mit 14 der 70 erzielten Robotron-Treffer beitrug, die Rückkehr in die DDR-Liga, in der Vogel 1987/88 26 von 34 Punktspielen bestritt und als Mittelfeldspieler mit zehn Treffern bester Torschütze seiner Mannschaft wurde. 
Dadurch wurde DDR-Oberligist FC Rot-Weiß Erfurt auf Thomas Vogel aufmerksam und veranlasste den Wechsel in die eigene Mannschaft. Für den FC Rot-Weiß bestritt Vogel drei Spielzeiten, in denen er, stets als Stürmer eingesetzt, 62 der 78 ausgetragenen Oberligaspiele absolvierte. Nachdem Anfang der 1990er-Jahre aufgrund der Wende in der DDR auch für ostdeutsche Fußballspieler Profisport möglich geworden war, wechselte Thomas Vogel mit Beginn der Saison 1991/92 zum Bundesligisten 1. FC Kaiserslautern. Er blieb dort für zwei Spielzeiten, in denen es aber nicht zum Stammspieler reichte. 1991/92 hatte er zwar 18 Bundesligaeinsätze, bestritt aber nur sieben Begegnungen über die volle Spieldauer. Er kam zu drei Toren. 1992/93 bestritt Vogel ebenfalls 18 Punktspiele, davon nur sechs Vollzeitpartien. Abermals gelangen ihm drei Treffer. Wegen eines Sehnen- und Bänderrisses musste er allein sieben Spiele lang pausieren. 
Wegen seiner Verletzungsanfälligkeit wurde Vogel für nicht mehr bundesligatauglich befunden, und er musste seine Karriere in der 2. Bundesliga fortsetzen. Zunächst landete er 1993/94 beim Berliner Verein Tennis Borussia. Dort wiederholte er seine schon gewohnte Anzahl von 18 Punktspielen und drei Tore. Er kam jedoch dreizehn 90-Minuten-Einsätze. 
Seine letzten beiden Fußballspielzeiten bestritt Thomas Vogel beim FC Carl Zeiss Jena. Dieser spielte 1994/95 in der drittklassigen Regionalliga Nordost, stieg aber unter Vogels Mitwirkung in die 2. Bundesliga auf. Dazu hatte Vogel mit 32 Einsätzen und elf Toren beigetragen. Zurückgekehrt in die 2. Bundesliga absolvierte der 30-Jährige in der Hinrunde der Saison 1995/96 noch zehn Punktspiele, fünf davon über 90 Minuten. 
Seine Fußball-Laufbahn setzte Thomas Vogel bis 2004 als Trainer beim FC Carl Zeiss fort.

## Statistik
| Liga          | Spiele (Tore) |
| ------------- | ------------- |
| Bundesliga    | 36 0(6)       |
| 2. Bundesliga | 28 0(3)       |
| Regionalliga  | 32 (11)       |
| DDR-Oberliga  | 62 0(9)       |
| DDR-Liga      | 51 (11)       |
| Wettbewerb    | Spiele (Tore) |
| DFB-Pokal     | 10 0(2)       |
| Europapokal   | 04 0(0)       |